# Jurij Norsjtejn
Jurij Borisovitj Norsjtejn (ryska: Ю́рий Бори́сович Норште́йн), född 15 september 1941 i Andrejevka i Penza oblast, är en rysk filmanimatör och regissör av animerad kortfilm. Han har under alla sina egenregisserade filmer arbetat för animationsstudion Sojuzmultfilm.
Hans film Bilder ur en barndom (1979) har ofta blivit omnämnd som, och även utnämnd till, "världens bästa animerade film".

## Filmografi
- 1968 – 25-e – pervyj den
- 1969 – Vremena goda
- 1971 – Slaget vid Kerzjenets
- 1973 – Räven och haren
- 1974 – Hägern och tranan
- 1975 – Igelkotten i dimman
- 1979 – Bilder ur en barndom